# 马尔尼欧瑟里斯
马尔尼欧瑟里斯（法語：Margny-aux-Cerises，法語發音：[maʁɲi o səʁiz]）是法国瓦兹省的一个市镇，属于贡比涅区。

## 地理
马尔尼欧瑟里斯（49°40'27"N, 2°52'1"E）面积4.55 平方千米，位于法国上法蘭西大區瓦兹省，该省份为法国北部内陆省份，北起索姆省，西接厄尔省和滨海塞纳省，南至塞纳-马恩省和瓦兹河谷省，东临埃纳省。
与马尔尼欧瑟里斯接壤的市镇（或旧市镇、城区）包括：阿夫里库尔、博略莱方丹、尚皮安、鲁瓦格利斯。

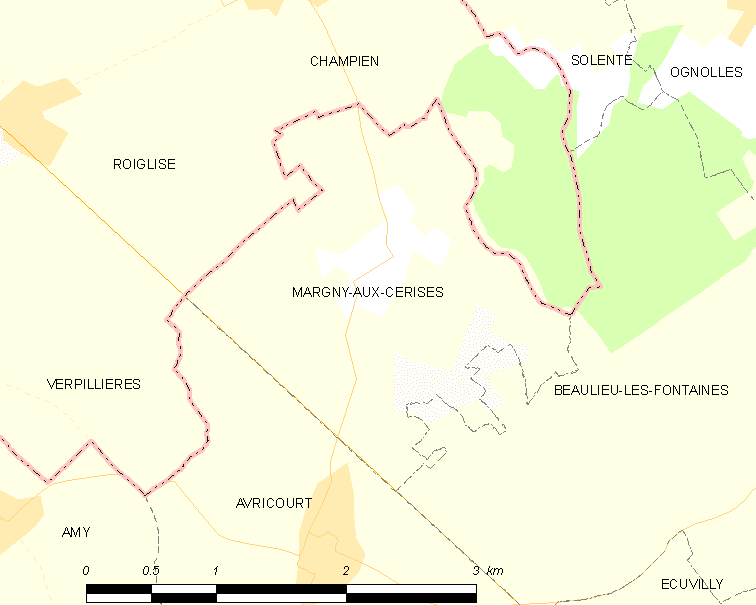
马尔尼欧瑟里斯的OSM定位图

马尔尼欧瑟里斯的时区为UTC+01:00、UTC+02:00（夏令时）。

## 行政
马尔尼欧瑟里斯的邮政编码为60310，INSEE市镇编码为60381。

## 政治
马尔尼欧瑟里斯所属的省级选区为图罗特县。

## 人口

1962-2008年间马尔尼欧瑟里斯人口变化图示

马尔尼欧瑟里斯于2022年1月1日时的人口数量为254人。